# (5873) Archilochos
(5873) Archilochos es un asteroide perteneciente al cinturón de asteroides, región del sistema solar que se encuentra entre las órbitas de Marte y Júpiter, descubierto el 26 de septiembre de 1989 por Eric Walter Elst desde el Observatorio de La Silla, Chile.

## Designación y nombre
Designado provisionalmente como 1989 SB3. Fue nombrado Archilochos en homenaje al poeta lírico griego arcaico Arquíloco, quien a través de su actitud provocativa contra los valores morales establecidos de su tiempo, enfrentó su comprensión subjetiva de la realidad, su experiencia personal y su propia noción de moralidad a los mitos heroicos de su época.

## Características orbitales
Archilochos está situado a una distancia media del Sol de 2,199 ua, pudiendo alejarse hasta 2,607 ua y acercarse hasta 1,790 ua. Su excentricidad es 0,185 y la inclinación orbital 4,787 grados. Emplea 1191,41 días en completar una órbita alrededor del Sol.

## Características físicas
La magnitud absoluta de Archilochos es 14,2. Tiene 4,136 km de diámetro y su albedo se estima en 0,103. 